# Mother's Touch
「Mother's Touch」（マザーズ・タッチ）は、藤井郁弥（現：藤井フミヤ）の1枚目のシングル。1988年12月7日にポニーキャニオンから発売された。

## 概要
チェッカーズのメイン・ボーカルとして活動中、藤井フミヤがソロ歌手として最初に出したシングル。当時は本名の「藤井郁弥」名義として発売（チェッカーズ解散後1993年11月10日に出した、『TRUE LOVE』からは「藤井フミヤ」名義で発売されている）。製薬会社「ライフィックス・胃腸薬」のコマーシャル・イメージソングとしてもタイアップされた。ただし当時のフミヤは、チェッカーズとしての活動を最優先させており、当曲を音楽番組で生披露した事が一度も無く、TBSテレビ「ザ・ベストテン」では5週間ランクインされたが同番組への出演も全て辞退（日本テレビ「歌のトップテン」でもランクインされたが同様に辞退）。ただし、翌1989年チェッカーズ夏の全国ライブツアー「1989 SUMMER TOUR "SEVEN HEAVEN"」で一度だけ披露された。チェッカーズが解散してソロに本格的転向後、2021年と2022年に行われた全国ツアー「コンサートツアー 2021-2022 "十音楽団"」で約32年ぶり披露された。

## 収録曲
1. Mother's Touch
作詞：松本隆、作曲：宇崎竜童、編曲：久石譲
2. 悲しきトリッキー・ガール
作詞：売野雅勇、作曲：森マカオ、編曲：入江純